# Charlie Heaton
Charlie Ross Heaton (Leeds, 6 de fevereiro de 1994) é um ator e músico britânico. É mais conhecido por interpretar Jonathan Byers na série de televisão Stranger Things da Netflix.

## Carreira
Após mudar-se para Londres com 16 anos, Heaton uniu-se à banda de rock inglesa Comanechi como o baterista da mesma e com quem viajou durante o período de um ano. Em 2015, Heaton fez sua estréia como ator na série criminal DCI Banks, interpretando o papel de Gary McCready. Mais tarde, apareceu como Riley na série Vera. Nesse mesmo ano, foi estrela convidada na série Casualty, onde interpretou o papel de Jason Waycott.
Em 2016, apareceu em Shut In, filme que co-protagonizou juntamente com Naomi Watts e Oliver Platt e foi dirigido pelo diretor inglês, Farren Blackburn.
Desde 2016 interpreta um dos personagens principais na série de televisão Stranger Things da Netflix. Nela ele interpreta Jonathan Byers, um jovem tímido e antisocial, que possui um grande talento para a fotografia, e que ajuda a sua mãe a encontrar o seu irmão mais novo que desapareceu misteriosamente.

## Vida pessoal
Charlie namorou a artista Akiko Matsuura e tiveram um filho juntos em 2014. Desde 2017, está em um relacionamento com sua colega de elenco em Stranger Things, Natalia Dyer.
Charlie não compareceu a premiere de Stranger Things 2 em outubro 2017, sua entrada foi recusada nos Estados Unidos quando a alfândega encontrou vestígios de cocaína com ele. Heaton foi colocado em um avião de volta a Londres e decidiu retirar seu pedido para entrar nos Estados Unidos para evitar a prisão.

## Filmografia

### Cinema
| Ano  | Título                          | Papel           | Notas          |
| ---- | ------------------------------- | --------------- | -------------- |
| 2015 | The Schoolboy                   | Michael Stevens | Curta-metragem |
| 2015 | Rise of the Footsoldier Part II | Distribuidor    |                |
| 2015 | Urban & the Shed Crew           | Frank           |                |
| 2016 | As You Are                      | Mark            |                |
| 2016 | Shut In                         | Stephen         |                |
| 2017 | Marrowbone                      | Billy           |                |
| 2020 | The New Mutants                 | Sam Guthrie     |                |
| 2021 | No Future                       | Will            |                |
| 2021 | The Souvenir: Part II           | Jim             |                |

### Televisão
| Ano           | Título          | Papel                          | Notas                        |
| ------------- | --------------- | ------------------------------ | ---------------------------- |
| 2015          | Casualty        | Luke Dickinson / Jason Waycott | 2 episódios                  |
| 2015          | DCI Banks       | Gary McCready                  | 2 episódios                  |
| 2015          | Vera            | Riley                          | Episódio: "Changing Tides"   |
| 2016–presente | Stranger Things | Jonathan Byers                 | Elenco principal             |
| 2020          | Soulmates       | Kurt Shepard                   | Episódio: "Break on Through" |

## Prêmios e indicações
| Ano  | Prêmio                      | Categoria                        | Obra            | Resultado | Ref.   |
| ---- | --------------------------- | -------------------------------- | --------------- | --------- | ------ |
| 2017 | Prêmios Screen Actors Guild | Melhor Elenco em Série Dramática | Stranger Things | Venceu    | [ 14 ] |
| 2018 | Prêmios Screen Actors Guild | Melhor Elenco em Série Dramática | Stranger Things | Indicado  | [ 15 ] |
| 2018 | Teen Choice Awards          | Roubo de Cena                    | Stranger Things | Indicado  | [ 16 ] |
| 2020 | Prêmios Screen Actors Guild | Melhor Elenco em Série Dramática | Stranger Things | Indicado  | [ 17 ] |